# عكمسة
عُكْمُسَة (الاسم العلمي: Mycetophila)، جنس من بعوضيات الفطر تتبع فصيلة العكمسيات. يوجد ما لا يقل عن 740 نوعًا موصوفًا في العكمسة.

## للاستزادة
- McAlpine، J. F.؛ Petersen، B. V.؛ Shewell، G. E.؛ Teskey، H. J.؛ Vockeroth، J. R.؛ Wood، D. M.، المحررون (1981). Manual of Nearctic Diptera, Volume I. Agriculture Canada, Research Branch. ISBN:978-0-660-10731-8. مؤرشف من الأصل في 2023-01-14.